# Ochrosia coccinea
Ochrosia coccinea là một loài thực vật có hoa trong họ La bố ma. Loài này được (Teijsm. & Binn.) Miq. mô tả khoa học đầu tiên năm 1869.